# HD 11977 b
Eta2 حية الماء b المعروف باسم HD 11977 b هو كوكب خارج المجموعة الشمسية مؤكد يقع على بعد 217 سنة ضوئية في كوكبة حية الماء يدور حول النجم Eta2 حية الماء. اكتشف الكوكب عام 2005 من قبل علماء فلك ا تحت قيادة جوني سيتياوان من معهد ماكس بلانك لعلم الفلك في مرصد لاسيلا. HD 11977 b كوكب عملاق كتلتة أكبر من كتلة المشتري بنحو 6.5 ويكمل مدارة حول النجم خلال 711 يوماً في مدار متوسط مسافتة 1.93 وحدة فلكية.

## وصلات خارجية
- "HD 11977 B, a planet around a giant star". Max-Planck-Institut für Astronomie. مؤرشف من الأصل في 2007-03-14. اطلع عليه بتاريخ 2018-01-15.
- "Notes for planet HD 11977 b". The Extrasolar Planets Encyclopaedia. مؤرشف من الأصل في 2019-12-07. اطلع عليه بتاريخ 2018-01-15.